# Avanoor
Avanoor är ett samhälle i Indien.   Det ligger i distriktet Thrissur District och delstaten Kerala, i den södra delen av landet, 2 000 km söder om huvudstaden New Delhi. Avanoor ligger 16 meter över havet och antalet invånare är 5 000.
Terrängen runt Avanoor är platt. Runt Avanoor är det mycket tätbefolkat, med 1 221 invånare per kvadratkilometer. Närmaste större samhälle är Trichūr, 11,1 km söder om Avanoor. Omgivningarna runt Avanoor är en mosaik av jordbruksmark och naturlig växtlighet.